# Дянев
Дянев (туркм. Dänew) — город, административный центр Дяневского этрапа Лебапского велаята Туркменистана.

## История
Статус посёлка городского типа имел с 1935 года. До 18 февраля 2001 года носил название Дейнау, потом был переименован в Галкыныш. В 2016 году присвоен статус города. 25 ноября 2017 года город Галкыныш был переименован в Дянев.

## География
Город расположен в 3 км от железнодорожной станции Дянев (на линии Туркменабад — Дашогуз).

## Промышленность
По данным БСЭ, в Дейнау действовал молочно-маслодельный завод.

## Население
| 1959 | 1970 | 1979 | 1989 |
| ---- | ---- | ---- | ---- |
| 3194 | 5770 | 6647 | 7932 |